# Structure vestigiale humaine
Pour les articles homonymes, voir Vestige.

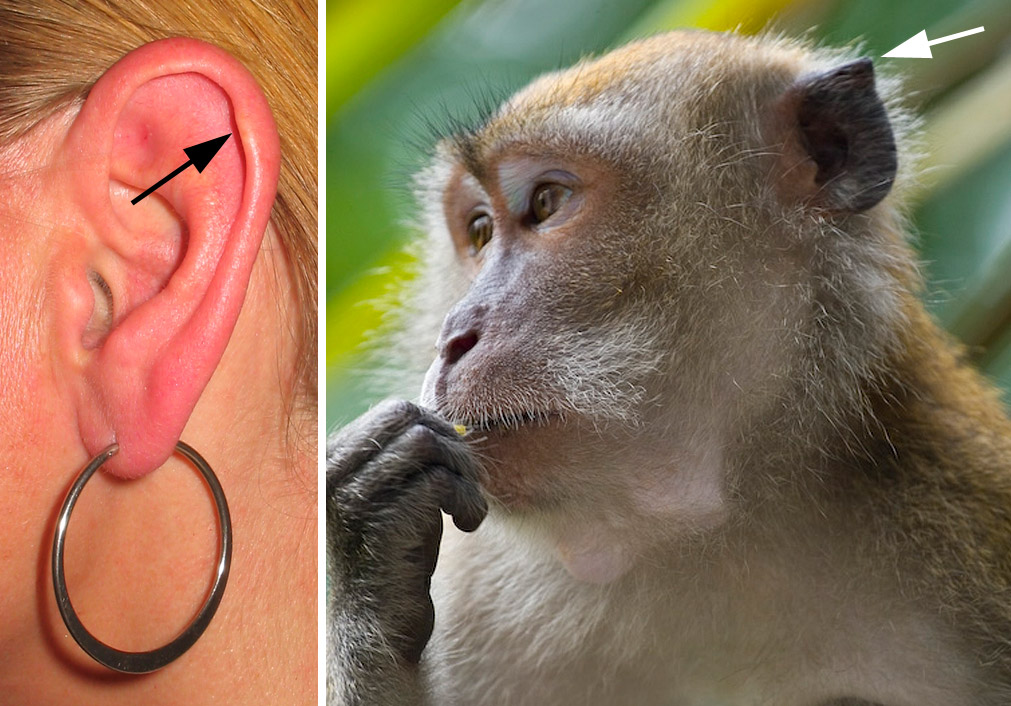
Le tubercule de Darwin est le vestige d'une articulation de la partie supérieure de l'oreille de mammifères qui lui permettait de se rabattre en protégeant ainsi le conduit auditif ou de contrôler volontairement son mouvement.

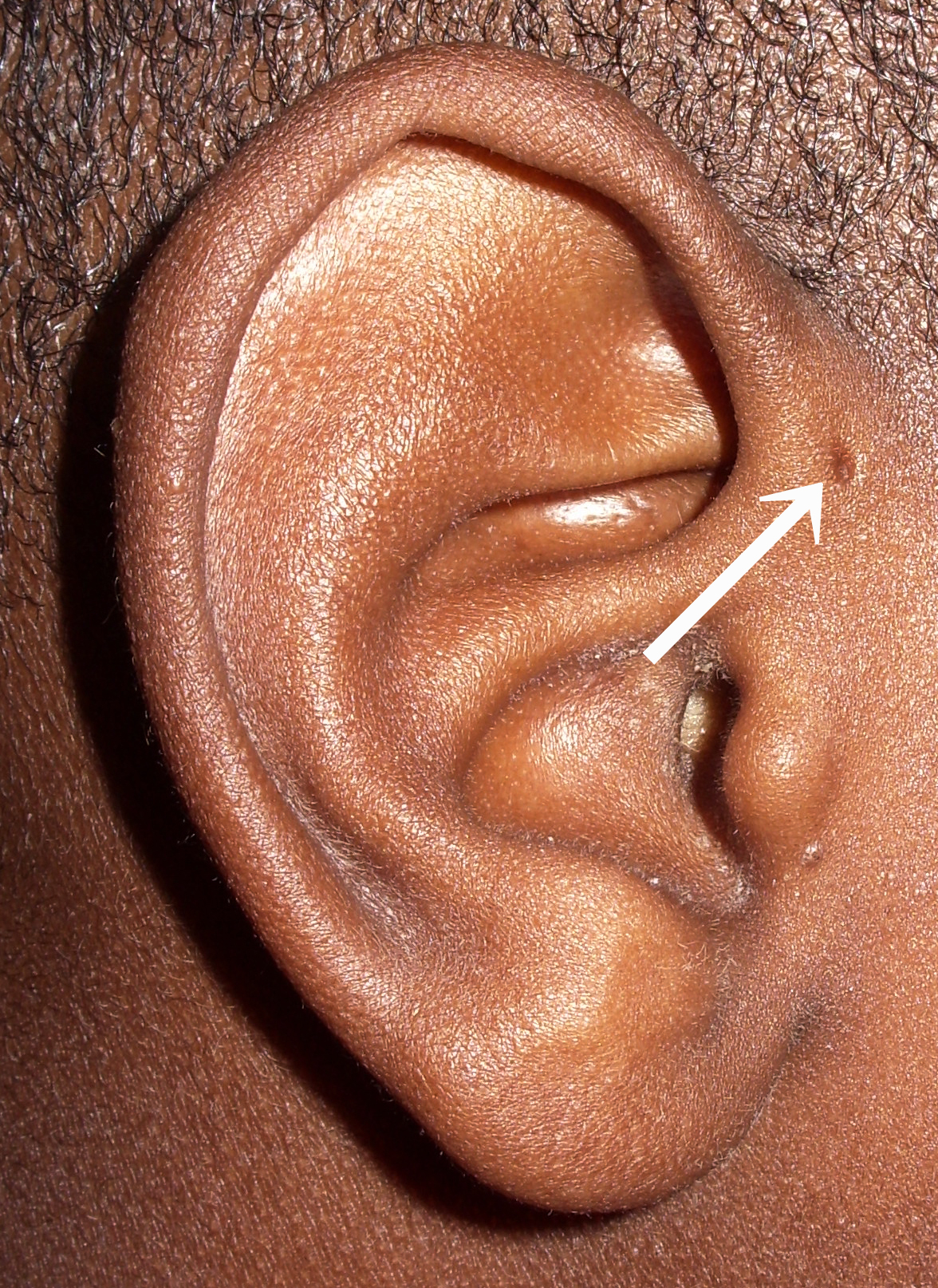
La fistule pré-hélicéenne chez l'homme est une anomalie congénitale résultant d'un défaut de fusion du premier arc branchial.

Dans le contexte de l'histoire évolutive des homininés, une structure vestigiale humaine est un caractère anatomique, physiologique, moléculaire ou comportemental chez l'homme dont la fonction initiale a été perdue totalement ou en partie au cours de l'évolution. 

## Historique
Charles Darwin liste chez l'homme certaines structures vestigiales qu'il appelle rudimentaires (muscles auriculaires, pointe de Woolner, appendice iléo-cæcal) dans son ouvrage The Descent of Man (1890). En 1893, l'anatomiste Robert Wiedersheim (en) en recense 86 dans son ouvrage The Structure of Man. Ses continuateurs allongent la liste à pas moins de 180 structures vestigiales, se trompant sur leur nature réelle car ils ne connaissaient pas leurs fonctions si bien qu'ils les croyaient inutiles. Cette liste reste encore aujourd'hui l'objet de débats.

## Liste de structures vestigiales

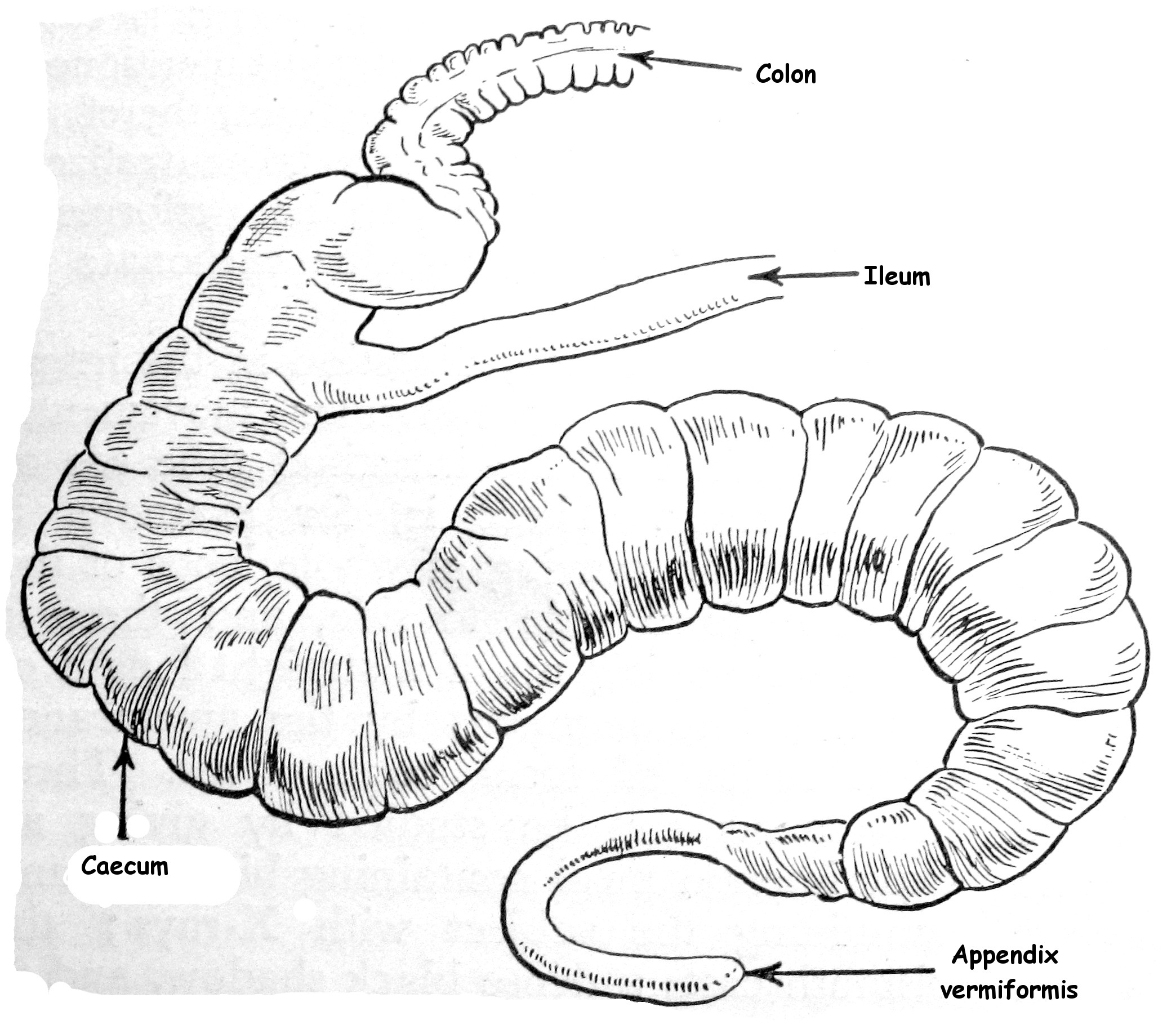
Le cæcum et l'appendice vermiforme sont pleinement fonctionnels chez le lapin.

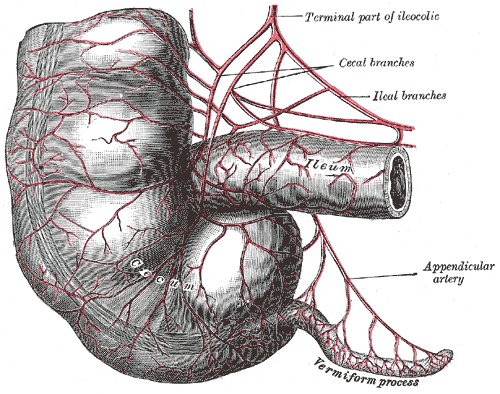
L'appendice humain.

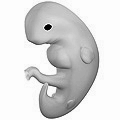
Queue de l'embryon humain.

Pendant longtemps dans les manuels d’anatomie humaine, l'appendice humain décrit comme un diverticule du cæcum, était considéré comme une structure vestigiale non fonctionnelle : sa fonction originale (digestion des substances végétales crues chez les herbivores) aurait été perdue depuis longtemps. Des observations plus précises ont cependant mis en évidence que l'appendice possède le biofilm le plus dense du système digestif qui abriterait une flore bactérienne commensale qui servirait de réserve au cas où une grave indigestion et la diarrhée qu’elle provoque évacueraient le biofilm intestinal, éliminant les bactéries bénéfiques au profit des bactéries pathogènes.
L'embryon humain possède une queue qui disparaît à la 8e semaine. Le nombre des vertèbres coccygiennes se réduit alors de six à quatre segments et la partie de la moelle épinière qui se trouve dans le canal vertébral du coccyx s'atrophie.
Les dents de sagesse sont des vestiges des troisièmes molaires des hominidés qui se sont spécialisées pour mieux dilacérer le feuillage et digérer plus efficacement la cellulose. L'Homme moderne a moins besoin de son appareil masticateur important, ce qui se traduit par la réduction de la mandibule.
L’organe voméro-nasal n'est quasiment plus fonctionnel chez l'être humain, le bulbe olfactif accessoire est atrophié, et le canal nasopalatin est généralement obturé.
Chez des mammifères à longues oreilles, ces dernières sont généralement dotées de trois muscles auriculaires qui impriment au pavillon des mouvements volontaires plus ou moins étendus, leur permettant de mieux entendre les bruits propres à les avertir de l'approche de leur proie ou de leur prédateur, à l'instar des antennes. Plusieurs espèces d'Hominidés tels que l'orang-outang, le chimpanzé et l'être humain, n'ont plus que des muscles auriculaires rudimentaires. Ils ont conservé leurs insertions (notamment celle de l'épine de l'hélice) et leurs connexions mais ont cessé d'être fonctionnels. Cependant, quelques individus peuvent parvenir à contracter leurs muscles auriculaires non rudimentaires. Autre organe vestigial à ce niveau, le tubercule de Darwin correspond à la partie supérieure de l'oreille pointue des primates et de certains mammifères de l'oreille de mammifères qui lui permettait de se rabattre, en protégeant ainsi le conduit auditif, ou de contrôler volontairement son mouvement.
Le plica semilunaris (petit pli tégumentaire de la conjonctive dans le coin de l'œil des Primates) est le vestige de la membrane nictitante de certains vertébrés (appelée troisième paupière chez les reptiles). Une seule espèce de primate, Arctocebus calabarensis, est connue pour posséder cette membrane fonctionnelle.
Tous les primates, sauf l'être humain et pan troglodyte, ont une membrane nictitante bien développée.